# Передменструальний дисфоричний розлад
Передменструальний дисфоричний розлад (ПМДР) — важка та інвалідизуюча форма передменструального синдрому, яка охоплює 3-8 % жінок репродуктивного віку. Розлад складається з «групи афективних, поведінкових і соматичних симптомів», які повторюються щомісяця протягом лютеїнової фази менструального циклу. Точний патогенез захворювання досі залишається нез'ясованим та є активною темою досліджень.
Лікування ПМДР значною мірою спирається на антидепресанти, які модулюють рівень серотоніну в мозку за допомогою інгібіторів зворотного захоплення серотоніну, а також на придушення овуляції протизаплідними засобами.